# Anisodes nudaria
Anisodes nudaria är en fjärilsart som beskrevs av Achille Guenée 1858. Anisodes nudaria ingår i släktet Anisodes och familjen mätare. Inga underarter finns listade i Catalogue of Life.